# Manding Bory
Manding Bory o Abu Bakr (fl. 1235-1255), también conocido por el sobrenombre Abubakari, fue un konkoro sigui (visir y segundo al mando) del Imperio de Malí bajo el mando de su hermano Sundiata Keïta.

## Biografía
Nació con el nombre de Manding Bory por su madre Namandjé, tercera esposa de Naré Maghann Konaté, rey del Malí preimperial. De acuerdo a la tradición oral de la Epopeya de Sundiata, Manding Bory era cercano a su medio hermano Sundiata Keïta. Por este motivo cuando Sundiata fue forzado al exilio por la reina madre Sassouma Berté, quién buscaba colocar en el trono a su propio hijo Dankaran Tuman, Manding Bory se vio obligado a acompañar a la familia de su hermano siendo sólo un niño.
De acuerdo a la tradición de los griots, Manding Bory sirvió como segundo al mando de su hermano durante la guerra contra Soumaoro Kanté siendo aún un adolescente, la guerra culminaría en la batalla de Kirina y la fundación del Imperio de Malí.
Manding Bory sirvió como kankoro sigui durante el periodo de Sundiata Keïta como mansa de Malí. Cuando Sundiata murió en 1255 su hijo mayor, Ouali era aún muy joven para ascender al trono por lo que Manding Bory debía haberse convertido en monarca. Sin embargo el joven príncipe era ambicioso, y logró hacerse proclamar como Mansa por la corte, ignorando a su tío en la línea de sucesión.
Poco se conoce de la vida de Manding Bory durante los reinados de Ouali y de sus hermanos adoptivos Ouati y Khalifa; de acuerdo a la tradición oral tuvo un hijo llamado Faga Laye, quién sería el padre del famoso Mansa Musa.

## Confusión con Abubakari I
Dado que Mandig Bory también es conocido por el nombre de Abubakari, esto ha llevado a la confusión del visir con el quinto Mansa de Malí Abubakari I (conocido en la tradición oral como Bata Mande Bory), su sobrino nieto (nieto de Sundiata Keïta por línea matrilineal). Este emperador reinó desde cca. 1275 a 1285, mientras que Manding Bory nunca ascendió al trono.